# توم براندت
توم براندت (بالإنجليزية: Tom Brandt)‏ (23 فبراير 1990 في الولايات المتحدة - ) هو لاعب كرة قدم أمريكي في مركز الدفاع. لعب مع نادي بان.

## وصلات خارجية
- توم براندت على موقع قاعدة بيانات كرة القدم.إي يو (الإنجليزية)